# Renodes latirena
Renodes latirena là một loài bướm đêm trong họ Erebidae.